# ルイス・オテロ
ルイス・オテロ・サンチェス＝エンシナス（Luis Otero Sánchez-Encinas、1893年10月22日 - 1955年1月20日）は、スペイン・ガリシア州ポンテベドラ出身の元サッカー選手。ポジションはDF。元スペイン代表。
1920年、スペイン代表としてアントワープオリンピックに出場し、銀メダルを獲得した。